# Sport med dyr
Sport med dyr er sport, der dyrkes i tæt samarbejde med dyr.
Eksempler på sportsgrene med dyr:
- Agility
- Brevduesport
- Hundevæddeløb
- Hundeslædeløb
- Ridning
  - Dressur
  - Galopsport
  - Kamelvæddeløb
  - Military
  - Polo
  - Ridebanespringning
  - Ringridning
  - Travløb
- Tyrefægtning

| Sport | Spire Denne artikel om sport er en spire som bør udbygges. Du er velkommen til at hjælpe Wikipedia ved at udvide den. |